# Josh Lyman
Josh Lyman est un personnage de fiction de la série télévisée À la Maison-Blanche, interprété par Bradley Whitford et doublé par Daniel Lafourcade en version française. Il est chef de cabinet adjoint de la Maison-Blanche, puis directeur de campagne du candidat démocrate à l'élection présidentielle américaine, et enfin secrétaire général de la Maison-Blanche à la fin du dernier épisode.

## Biographie fictive
Il occupe la place de secrétaire général adjoint à la Maison-Blanche, ce qui en fait le troisième personnage le plus important en termes de pouvoir, derrière le Président et Leo McGarry. Mais, comme il le dit lui-même, son travail n'est pas clairement défini en dehors de la gestion du personnel de l'Aile Ouest, tâche qu'il délègue la majeure partie du temps. Il s'occupe des affaires courantes de la Maison-Blanche, et son travail varie selon l'actualité...

### Avant la série
Au début de la série, il a 38 ans. Il est originaire du Connecticut. Sa grande sœur, Joanie, est morte dans un incendie quand il était petit, et il en a gardé une grande culpabilité dite « du survivant » : elle était là parce qu'elle le gardait, et lui s'est enfui, ce qui lui a sauvé la vie. Josh consultera un psychanalyste à ce sujet. Bien qu'ayant des origines juives (son grand-père est rescapé d'un camp de concentration nazi), il n'est pas pratiquant et n'affiche pas sa judéité, contrairement à Toby Ziegler.

### Pendant la série
Si son travail n'est pas trop défini, Josh va là où on a besoin de lui : il se charge de convaincre des représentants du Congrès récalcitrants de voter une loi que le président a soumise ; il mène une enquête sur la drogue à la Maison-Blanche, en réponse à l'attaque de Lilianfield ; ou bien encore, il exhume une ancienne loi sur le patrimoine afin de venir en aide au président contre les écologistes...
Josh est très doué dans son travail, et remplit parfaitement les fonctions un peu floues qui lui sont attribuées. C'est un bourreau de travail, mais aussi et surtout ses amis et collègues le décrivent comme un « animal politique » : il a une connaissance extrêmement complète du microcosme politique de Washington, alliée à une excellente vision stratégique qui lui permet, tel un grand joueur d'échecs, de jouer avec plusieurs coups d'avance sur les adversaires du Président. Ces qualités feront qu'il sera choisi comme directeur de campagne par le candidat démocrate Matt Santos (dans la sixième saison), et remplira son rôle au-delà des espérances.

#### Vie sentimentale
Côté cœur, Josh sort quelque temps avec Amy Gardner, la porte parole du mouvement féministe, qu'il a introduit à la Maison-Blanche. Il a toutefois beaucoup de mal à supporter que cette dernière, non contente d'être aussi intelligente et douée que lui, lui tienne tête à plusieurs reprises sur le plan professionnel. Leur liaison se termine aussi brutalement qu'elle a commencé, ce qui n'empêchera pas de fréquentes disputes entre eux quand Amy se fait réembaucher à la Maison-Blanche, comme chef de cabinet de la Première Dame, Abbey Bartlet.
Il a un faible pour Joey Lukas, une conseillère politique de Californie. Mais alors qu'il est prêt à tenter sa chance, il apprend qu'elle sort déjà avec Al Kiefer, ce qui refroidit ses ardeurs. Puis, elle revient sur le devant de la scène un peu plus tard, en lui annonçant devant tout le monde qu'elle a rompu avec Al Kiefer. Josh et Joey ont pour habitude d'être en constant désaccord sur tout, et, le fait qu'elle soit sourde n'empêche pas leurs discussions de déboucher sur d'interminables disputes, les deux étant trop têtus pour reconnaître leurs erreurs, ou ne serait-ce qu'abandonner... Leurs joutes sont néanmoins très amusantes...
L'autre femme avec qui Josh entretient des rapports est bien sûr son assistante, Donna Moss. Leurs discussions virevoltantes dans les couloirs de la Maison-Blanche (« petits instants de détente », selon Donna) font partie intégrante de la série, toujours pleines d'humour et de dynamisme. De plus, Josh et Donna se voient aussi en dehors, comme en témoigne la jeune femme lorsqu'elle se plaint que Josh boit trop et qu'ensuite il finit la soirée chez elle à crier sur les chats de sa voisine... En résumé, leurs échanges sont bien plus que des échanges professionnels. C'est une sorte de jeu du chat et de la souris, avec des relations oscillant perpétuellement entre le désir et le quasi-fraternel. En effet Josh n'hésite pas, tour à tour, à la traiter un peu comme sa sœur puis redevenir brusquement sérieux, comme quand il lui offre un livre sur le ski avec une dédicace personnelle, qui bouleverse Donna. Tout au long de la série, le spectateur ne peut que constater que Donna est désespérément une amoureuse transie (et surtout timide) de son patron, mais ce celui-ci semble complètement aveugle ; tout du moins, c'est l'impression qu'il laisse au premier abord, mais en fait il semble qu'elle lui soit trop précieuse comme assistante et comme confidente pour qu'il puisse envisager de la perdre (il sait qu'il est incapable de conserver une relation amoureuse très longtemps). Lorsque enfin, dans la sixième saison, lassée d'attendre elle reprend sa liberté pour aller se mettre au service de Will Bailey et du candidat Bob Russell, il semble que tout soit enfin possible entre Josh et Donna, mais il ne trouvera pas le courage de frapper à sa porte (au sens littéral du terme !). Pourtant, c'est au moment où la victoire de Matt Santos se dessine que Josh et Donna commencent à réellement sortir ensemble.

### Autres informations
Il peut être tour à tour passionné, cynique, enfantin, joueur... C'est le drôle de l'équipe. Il déteste perdre plus que tout, et a une rage à toute épreuve pour réussir dans tout ce qu'il entreprend. Il est néanmoins souvent un peu trop arrogant et expansif. Un peu trop sûr de lui, il lui arrive de temps en temps de se « planter en beauté ». Il est quelquefois emporté par sa nature un peu trop fougueuse, comme pour l'incident avec Mary March à la télé, ou l'accrochage avec Toby qui finit en bagarre. Mais il sait aussi avoir les pieds sur terre et devenir froidement réaliste. Il a donc des attitudes assez changeantes, mais très attachante pour le public.